# Andreas Scheibenstock
Andreas Scheibenstock est un footballeur suisse évoluant au poste de gardien de but. Ses frères René, Charley et Henri sont aussi footballeurs.

## Palmarès
- Champion de France USFSA 1909 avec le Stade helvétique de Marseille.